# Figueiroa (Tállara)
Figueiroa es una aldea española del municipio de Lousame, La Coruña, Galicia. Pertenece a la parroquia de Tállara. 
Está situada en el suroeste del municipio a 79 metros de altura y 4,1 kilómetros de la capital municipal. Las localidades más cercanas son Sanguiñal, Marracín de Arriba, San Roquiño y Marracín de Abaixo. En 2021 tenía una población de 14 habitantes (8 hombres y 6 mujeres).